# 성수중학교 (서울)
성수중학교(聖水中學校)는 대한민국 서울특별시 성동구 성수동1가에 있는 공립 중학교이다.

## 학교 연혁
- 1967년 10월 27일 : 성수중학교 설립 인가
- 1968년 2월 15일 : 초대 김상준 교장 취임
- 1968년 3월 16일 : 성동중･고등학교에서 개교(제1학년 8학급 484명 입학)
- 1971년 1월 23일 : 제1회 졸업식(431명 졸업)
- 1972년 11월 16일 : 현 신축교사(성수 1가)로 이전
- 2009년 1월 15일 : 본관건물 개축 이전
- 2018년 2월 8일 : 제48회 졸업식(졸업생 115명, 총인원 27,791명)
- 2020년 3월 1일 : 제18대 조성욱 교장 취임
- 2023년 1월 6일 : 제53회 졸업식(졸업생 7명)
- 2023년 3월 2일 : 제56회 입학식(입학생5명)

## 참고 자료
- 성수중학교 - 한국교육학술정보원 학교알리미